# Millerosauria
Los milerosaurios (Millerosauria) son un orden de parareptiles que contiene a la familia †Millerettidae. Este es el grupo hermano del orden Procolophonomorpha. Fue nombrado en 1957 por Watson. Fue alguna vez considerado como un suborden del grupo en desuso Captorhinida, siendo entonces denominado Millerosauroidea. Todos los miembros de este grupo están extintos.  Sin embargo, se ha encontrado en varios análisis cladísticos que Eunotosaurus sería un pariente antiguo de las tortugas.